# Nationaal park Åsnen
Nationaal park Åsnen (Zweeds: Åsnens nationalpark) is een nationaal park in Kronobergs län in Småland in Zweden. Het park ligt in de gemeentes Alvesta en Tingsryd op de grens met Växjö en is het dertigste nationaal park van Zweden. Het 1868 hectare grote park werd opgericht in 2018 en ligt aan het westelijke deel van het Åsnen-meer. Het nationaal park omvat de vroegere natuurreservaten Bjurkärr, Toftåsa, Västra Åsnens övärld en het gebied Trollberget. Het landschap bestaat uit oud beukenbos (Bjurkarr), veen (Toftåsa), eilandjes (Bergön), oevers en een deel van het Åsnen-meer.